# Philippe Peyrane
Philippe Peyrane, dit aussi Peyranne, est un peintre français d’histoire et de portraits, né à Castelnau-d'Estrétefonds, le 23 août 1780, et mort le 1er juillet 1865 à Tarare.
Au cours de sa carrière, il élargira ses créations à la scène de genre et au paysage.
Il suit une première formation auprès de Jean Suau (1755-1841) à Toulouse puis obtient d’entrer dans l’atelier de Jacques-Louis David en 1804.

## Biographie
La vie de l’artiste se décompose en trois périodes.
Ses débuts toulousains sont mal connus. La période est trouble avec la fin de l’Académie royale de peinture, sculpture et architecture de Toulouse en 1792. Il suit les cours de son premier maître Jean Suau mais aucune œuvre de lui n’est connue de ce premier apprentissage.
De 1804 à 1832, l’artiste entreprend une carrière parisienne. Il participe aux Salons et délivre un enseignement artistique à des élèves. Il épouse le 15 juillet 1813 en l’église Saint Sulpice à Paris Louise Scolastique Allou, dont il sera veuf quelques années plus tard. Le 10 juin 1822, dans la même église, il se marie avec Caroline Desforges avec qui il aura deux enfants, Ernest, le 8 mai 1825 et Léopold, le 16 mai 1830.
En 1832, il quitte Paris pour s’installer à Auxerre. Il y exerce la profession de professeur de dessin dans le collège de la ville. Il exercera cette activité jusqu’en 1854. Dans le même temps, il accueille des élèves dans son atelier. Il poursuit sa carrière d’artiste et continue de présenter des tableaux lors des Salons en 1836, 1837 et 1840. Après cette date, le peintre, alors âgé de soixante ans, cesse de s’impliquer dans des expositions. Son fils Ernest se marie à Auxerre avec Clara Vallet le 21 janvier 1850. Cinq années plus tard, son second fils, Léopold, épouse Aminthe Silvestre à Varzy, dans la Nièvre. La famille est désormais bien implantée en Bourgogne et en 1857, Caroline et Philippe Peyrane rejoignent Varzy pour être auprès de Léopold et son épouse. L’artiste décède le 2 juillet 1865 à l’âge de 85 ans au domicile de son fils Ernest, percepteur vivant à Tarare.

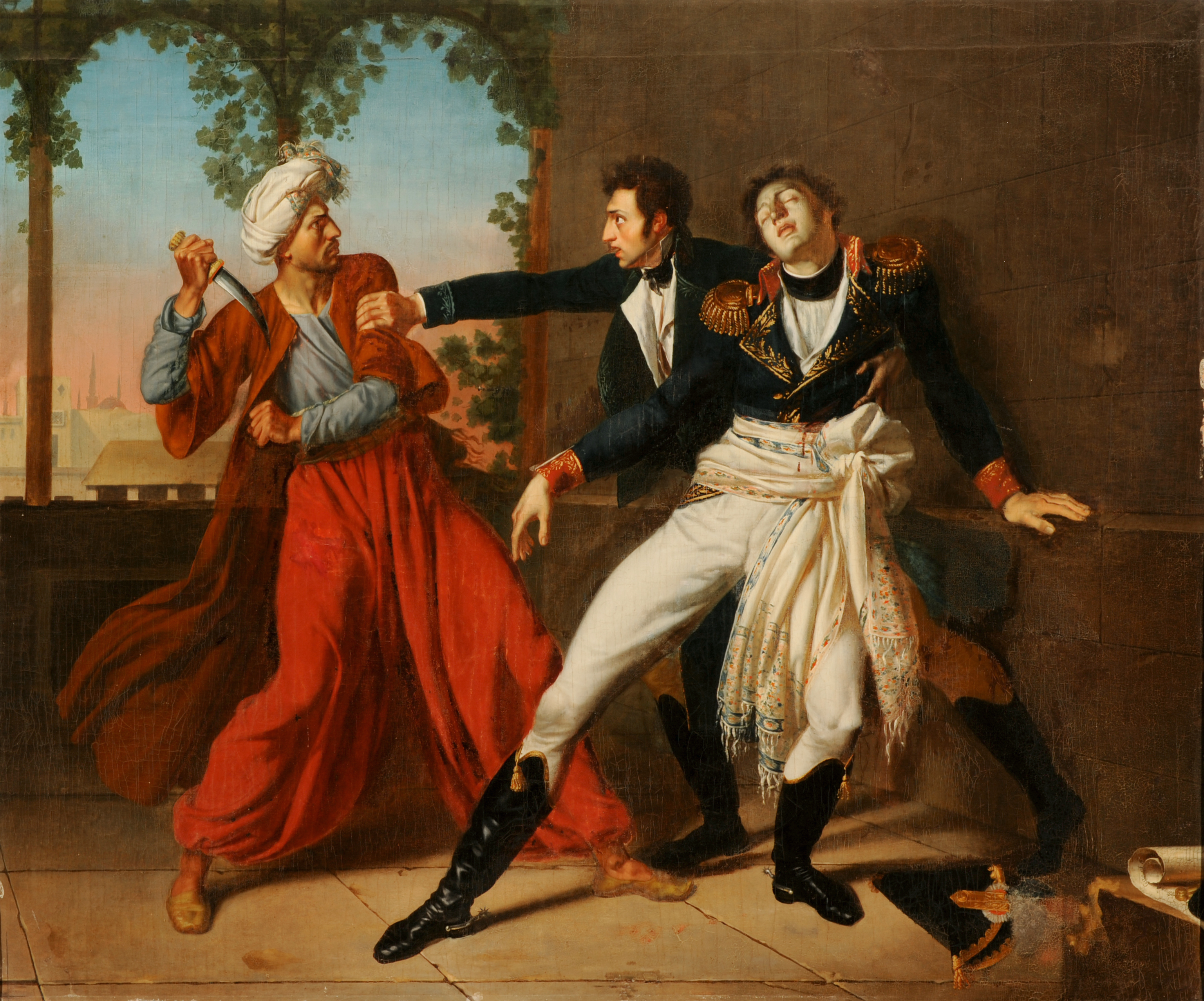
Philippe Peyrane, La Mort du général Kléber (1810).

## Salons
L’artiste expose aux Salons parisiens entre 1810 et 1840 : 1810, 1812, 1814, 1819, 1822, 1824, 1827, 1831 et 1840.
Il participe également aux salons de Douai en 1821 et 1824.

## Œuvres conservées dans des institutions publiques
- Varzy, musée Grasset, La Mort du général Kléber, 1810 ; L’Apparition d’Ismen à Soliman, 1814 ; Portrait de femme, 1829.
- Clamecy, musée d’Art et d’Histoire Romain Rolland, Olinde et Sophronie au tombeau de Clorinde, 1819
- Auxerre, musée d’Art et d’Histoire, Portrait de Monsieur Lefebvre, bibliothécaire d’Auxerre, 1836
- Toulouse, musée des Augustins, Autoportrait, 1837 ; Portrait des deux fils du peintre, Ernest et Léopold, 1838-1840
- Beauvais, cathédrale Saint-Pierre de Beauvais, L’Éducation de la Vierge, 1821